# Parc national du Banc-d'Arguin
Pour les articles homonymes, voir Banc d'Arguin.

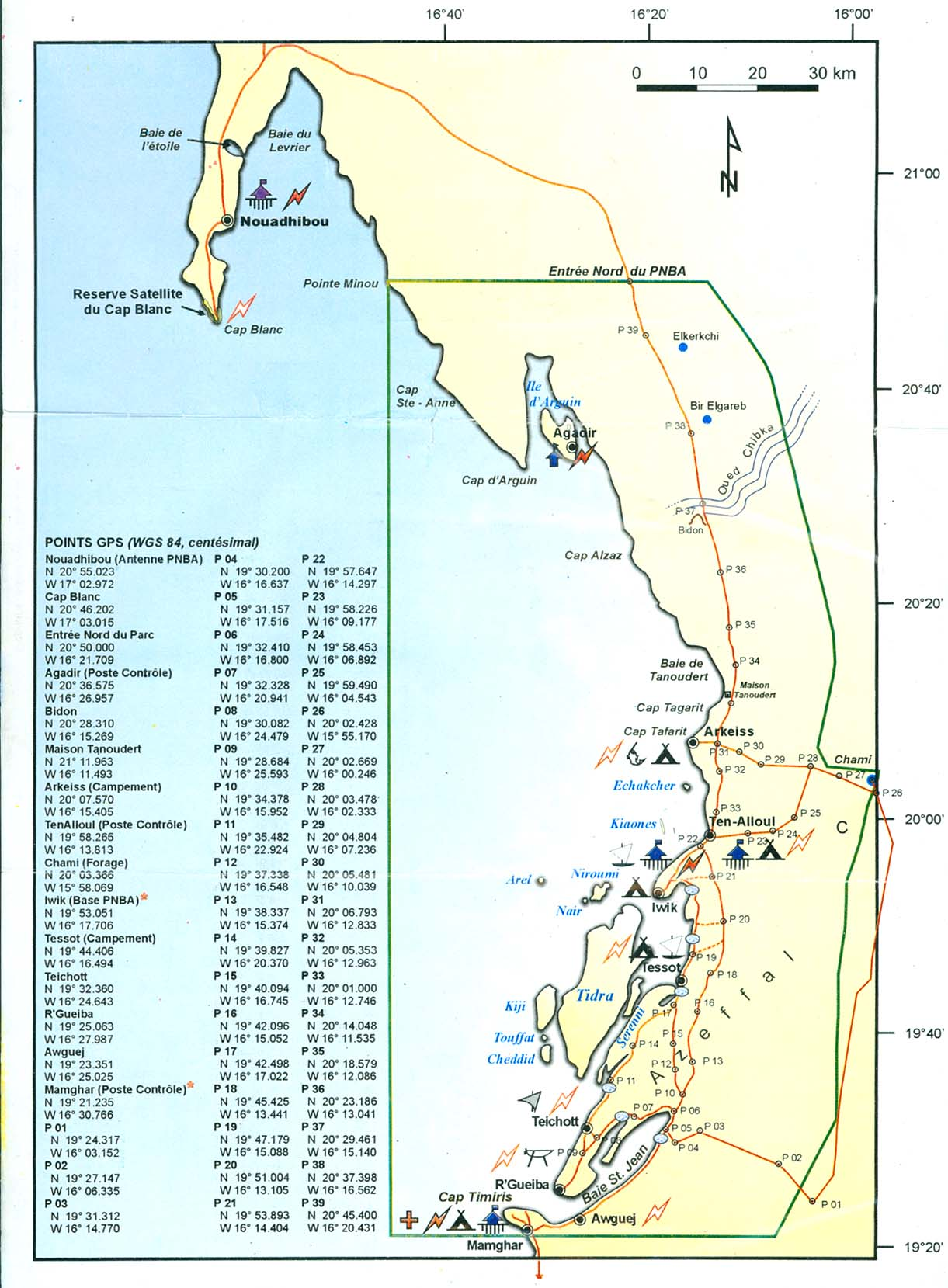
Carte du parc national du Banc-d'Arguin.

Le parc national du Banc-d'Arguin (PNBA) est une réserve naturelle de Mauritanie. Couvrant un tiers du littoral mauritanien, il a une surface de 12 000 km2 partagés entre partie maritime (l'océan Atlantique) et partie continentale (le désert du Sahara). Le parc national du Banc-d'Arguin est donc un des plus grands parcs d'Afrique de l'Ouest.
Créé en 1976, devenu site Ramsar en 1982 et site du patrimoine mondial de l’Unesco en 1989, le parc national du Banc-d'Arguin est régi par la loi 2000/24 qui a été offerte symboliquement par le gouvernement mauritanien comme don à la terre le 14 mars 2001, à l'occasion de la « Campagne pour une planète vivante » du WWF.
D’une étendue de 12 000 km2, ce parc marin et côtier occupe la moitié orientale du golfe d’Arguin. Il s'étend de la pointe Minou au nord (au-delà du cap d'Arguin) jusqu'à la ville de Mamghar au sud (située au-delà du cap Timiris), et comprend également les îles d'Arguin et de Tidra.
Conservation de l’environnement naturel et développement durable des populations sont les objectifs principaux du PNBA.
Le parc national du Banc-d'Arguin joue un rôle capital pour le maintien de la biodiversité marine et la protection de l'écosystème du golfe d'Arguin, pièce maîtresse du renouvellement des ressources halieutiques à l'échelle de la ZEE mauritanienne et, sans doute, plus largement à une échelle sous-régionale.

## Institution
Le parc national du Banc-d'Arguin (PNBA) a été fondé en 1976 par décision du président de la toute jeune république islamique de Mauritanie, Mokhtar Ould Daddah et sur demande du naturaliste français Théodore Monod. Le but est de protéger des patrimoines matériels et immatériels extrêmement riches. En effet, le PNBA est une zone de reproduction pour un très grand nombre d'oiseaux migrateurs d'Europe et pour des oiseaux endémiques tels que la spatule blanche. En outre, les Imraguens habitent sur le territoire du parc national. Cette population installée depuis plusieurs siècles vit en harmonie avec son environnement, notamment en ce qui concerne les techniques de pêche : ce peuple de pêcheurs est connu pour ses prélèvements raisonnés de mulet jaune au filet d'épaule avec pour compagnons de pêche les dauphins.
Cependant le patrimoine matériel aussi bien qu'immatériel est menacé par la surpêche généralisée des océans : dans la partie maritime du parc, pourtant interdite aux bateaux à moteur, la ressource est menacée par les activités de pêche qui ont lieu hors de ses frontières mais également à l'intérieur, comme l'attestent les nombreuses interceptions de pirogues à moteur utilisées pour pêcher notamment les raies et requins dans ce sanctuaire. En 2008, ces activités constituent 15 % des exportations de la Mauritanie mais 5 % seulement de son PIB, en raison notamment de la faiblesse de la capacité d'évaluation des stocks, de l'insuffisance des infrastructures de débarquement et de transformation. C'est en partie dans ce cadre qu'agit l'institution du PNBA, en œuvrant à la fois sur des mesures de protection et de sensibilisation. L'État mauritanien reverse chaque année un million d'euros à l'administration du parc pour sa contribution à la régénération des ressources halieutiques, faisant de ce pays le premier exemple ouest-africain de paiement pour valeur écosystémique.

## Géographie
S'étendant du cap Minou au cap Timiris, le PNBA est marqué d'une suite de paysages variés, même dans sa partie désertique : zone de sables durs, grandes dunes, dunes éoliennes, sebkhas, mangrove, milieux vaseux… Ce mélange de reliefs favorise la vie animale et végétale dans le parc national.
Un autre phénomène constitutif de la vie marine dans le parc national est l’upwelling (en anglais) ou remontée d'eau. La remontée d'eau froide des profondeurs due au vent donne lieu à une véritable éclosion de la vie subaquatique, les eaux du parc devenant alors un énorme garde-manger pour l'ensemble de la chaîne alimentaire.
L'île d'Arguin est une des îles de la côte du banc d'Arguin. Elle est entourée d'une vaste baie aux eaux bleues et violettes, au-dessus des herbiers. Simple plateforme de grès posée sur la mer, elle mesure quelque 6 km de long sur 4 km de large. Balayée par l'alizé, écrasée de soleil, l'île peut demeurer des années sans recevoir de pluie ; aussi ne porte-t-elle que bien peu de végétation (qui ne reverdit d’ailleurs qu'après une averse).

## Histoire
S'il existe de nombreuses îles sur cette côte, celle d'Arguin est la seule à posséder de l'eau douce, dans un puisard ouvert sur le plateau rocheux.

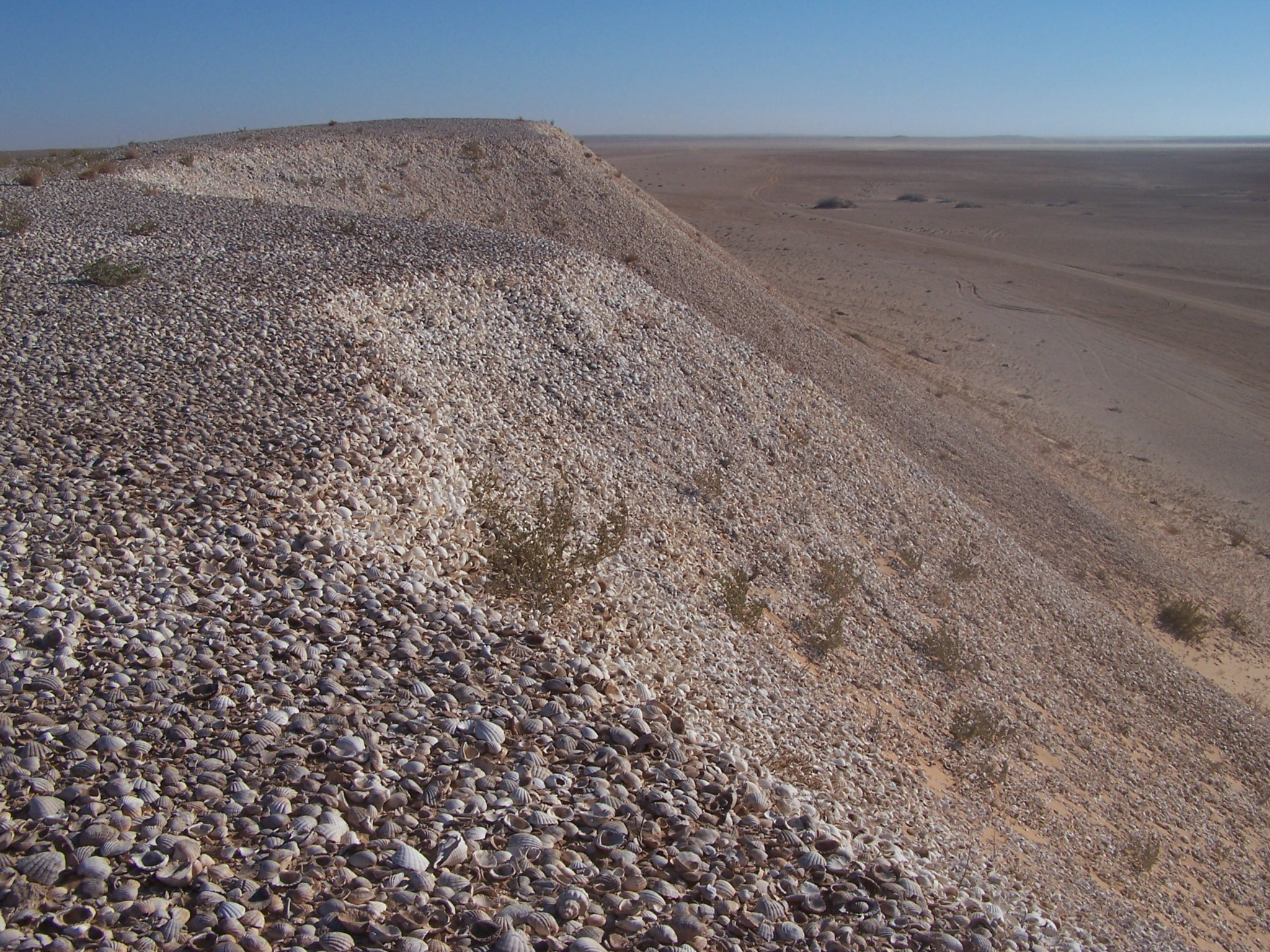
Amas de coquillages de quelques kilomètres de longueur et dizaines de mètres de hauteur au parc national du Banc-d'Arguin.

Dès la fin de la préhistoire, l'homme s'installe sur l'île d'Arguin où l'on trouve des traces néolithiques. Les Portugais y créent au XVe siècle un établissement mi-forteresse, mi-factorerie. Ils sont chassés en 1633 par les Néerlandais de la Compagnie néerlandaise des Indes occidentales, chassés à leur tour par les Français de Ducasse en 1678. En 1685, Frédéric Guillaume Ier de Brandebourg conquiert la place, voulant à son tour se créer un petit domaine colonial, avec un puissant château au Ghana et la médiocre place d'Arguin. Mais ses successeurs cèdent ces comptoirs aux Néerlandais, en 1717.
Le commerce de la gomme arabique ayant acquis une grande importance pour l'industrie européenne, la France va s'installer de vive force à Arguin, après les campagnes de 1721, 1723 et 1724. Mais en 1728, c'est l'abandon définitif. Entretenir une garnison à Arguin coûte trop cher, et le commerce de la gomme se déplace plus au sud.

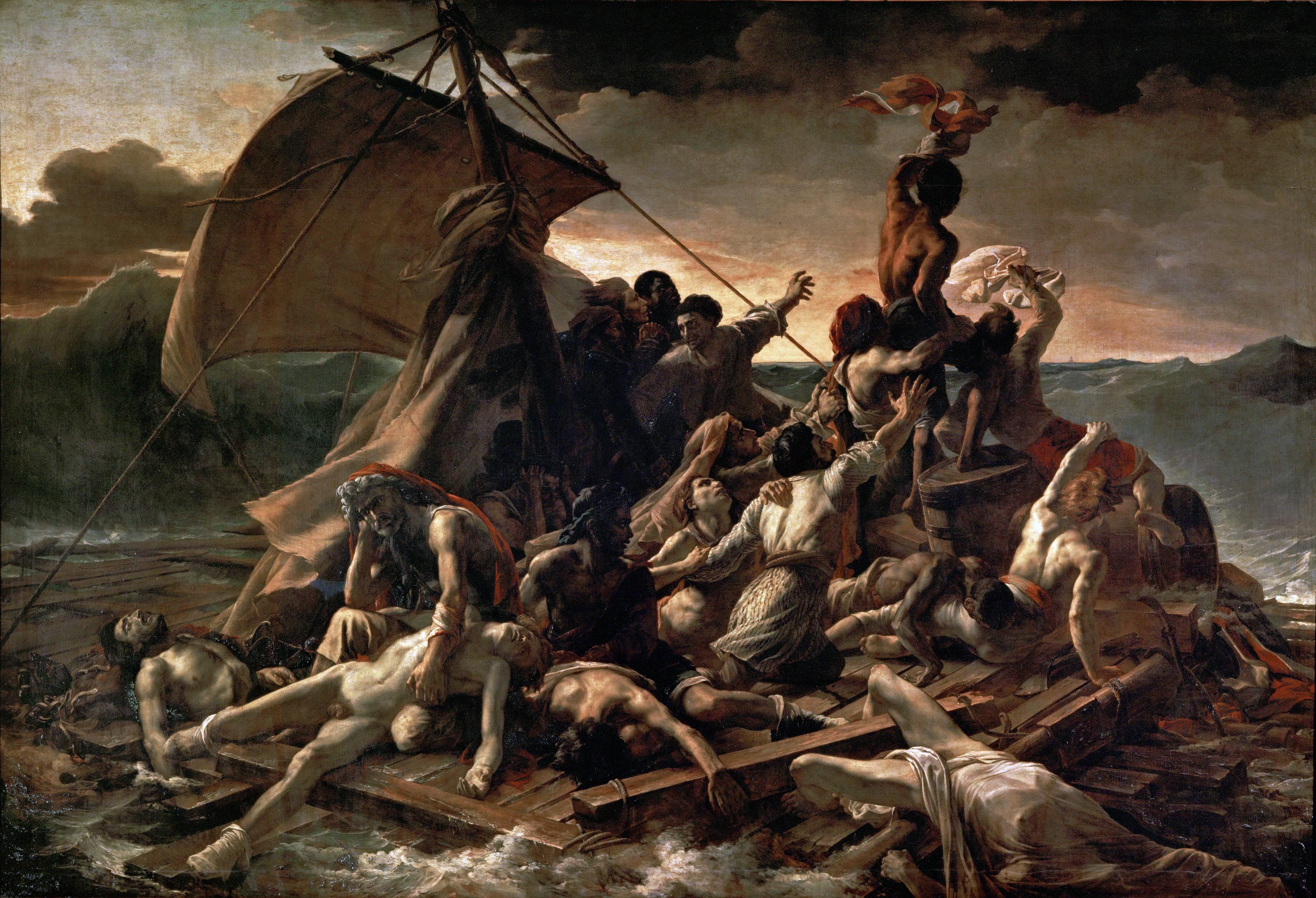
Le Radeau de la Méduse de Théodore Géricault.

Le 2 juillet 1816, la frégate Méduse, qui utilise des cartes de 1753 dont les erreurs pouvaient atteindre une centaine de kilomètres, vient s'échouer dans quatre à cinq mètres d'eau, à cinquante kilomètres de la côte et, pour comble de malchance, à marée haute. Cent-quarante-six hommes et une femme se réfugient sur un radeau flottant entre deux eaux, à bord duquel il n'y avait ni vivres ni eau douce. Théodore Géricault immortalise ce célèbre fait divers dans son tableau Le Radeau de la Méduse (1819), une illustration romantique du radeau sur lequel les naufragés s'entre-tuent et se dévorent mutuellement : treize jours après le naufrage, le brick L'Argus ne retrouve que quinze survivants, dont cinq encore meurent quelques heures plus tard.
La pêche autour du banc d'Arguin ne cesse pas d'être pratiquée. Certains bateaux viennent d'Europe pour pêcher au large des côtes, comme le Notre-Dame de Rocamadour, dernier langoustier à vivier de type « mauritanien » conservé.
Le banc d'Arguin est le territoire de vie des Imraguens, ethnie historique de pêcheurs

## Faune et flore
Le site est connu notamment pour son avifaune très diversifiée : plus de deux millions d'oiseaux migrateurs s'arrêtent dans le parc et viennent côtoyer cormorans, aigrettes, flamants roses, sternes, goélands, spatules et hérons gris. De nombreux limicoles, en fouillant dans la vase à la recherche de vers et de petits coquillages, contribuent à oxygéner les vasières. On y trouve aussi de nombreux cétacés (dauphins, orques, marsouins et baleines), sélaciens (raies et requins), tortues marines, mammifères (mouflon à manchettes, gazelle dorcas) et plus de 200 espèces végétales (flore typique de mangrove, plantes de désert telles que l'Acacia faux gommier, le pommier de Sodome, le figuier d'enfer).

## Écotourisme

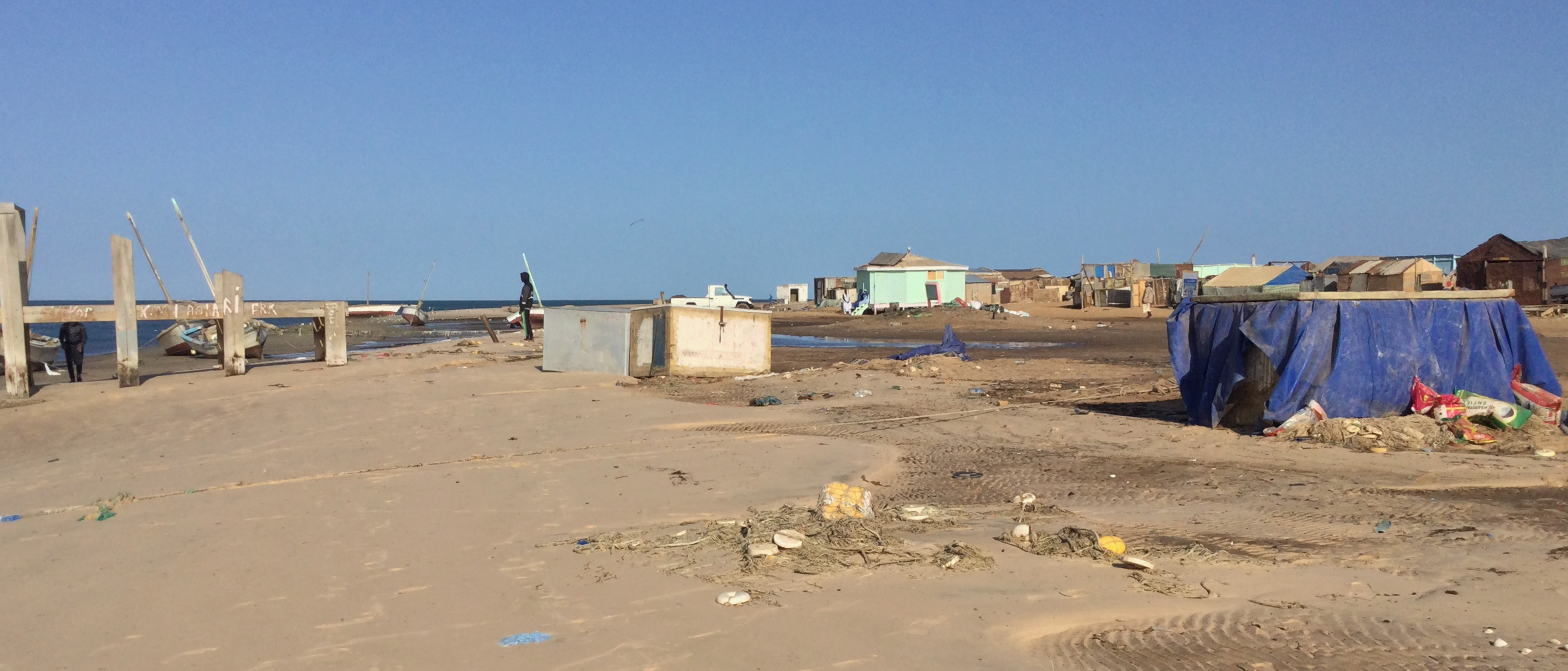
Iwik, village du banc d'Arguin. Départ de balades en mer à bord de lanches.

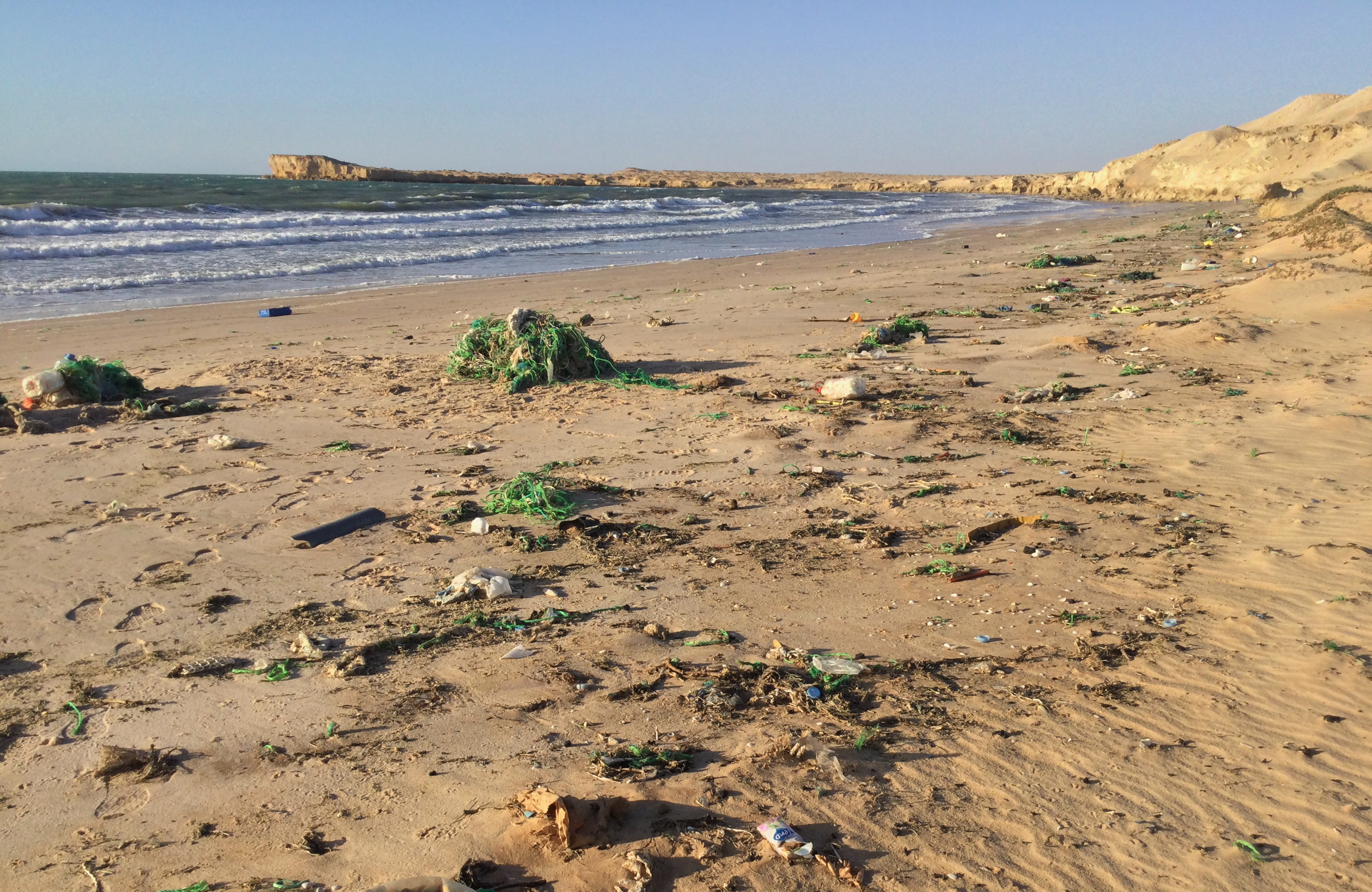
Le cap Tagarit. Au nord du cap Tafarit, ils sont reliés par une très longue plage.

Afin de rendre accessible à tous son patrimoine reconnu par l'UNESCO, le PNBA a mis en place depuis quelques années une démarche respectueuse de l'environnement : l'écotourisme. Définition d'un seuil de capacité de charge, charte du visiteur, organisation de la visite, tels sont les projets sur lesquels travaille le PNBA.